# Oleg Jefremov
Oleg Nikolajevitj Jefremov (ryska: Олег Николаевич Ефремов), född 1 oktober 1927 i Moskva, död 24 maj 2000, var en sovjetisk (rysk) skådespelare. Han var också producent vid Konstnärliga teatern i Moskva.